# Tommaso d'Irlanda
Tommaso d'Irlanda, conosciuto anche come Thomas Hibernicus (XIII secolo – 1338) è stato un religioso, filosofo, saggista medievale scolastico irlandese.
La fama di Tommaso d'Irlanda non deriva da essere un autore originale, ma da essere un autore di antologie e d'indici alfabetici.

## Vita
Tommaso fu allievo del Collège de Sorbonne di Parigi e magister artium verso il 1295. Nei primi manoscritti del suo Manipulus nel 1306 è citato come membro del Collegio della Sorbona. Si crede che morì prima del 1338.

## Opere

### Manipulus florum
Tommaso fu l'autore di tre brevi trattati su esegesi teologica e biblica, e il compilatore del Manipulus florum (Mazzo di fiori). Quest'ultima opera è un'antologia in lingua latina, che è stata descritta come una "collezione di più di 6 000 estratti della Patristica e di alcuni autori classici". Tommaso compilò questa collezione a partire da libri della biblioteca della Sorbona, "e a la sua morte legò i suoi libri e sedici libbre di Parigi al collegio".
Anche se Tommaso fu all'inizio membro del clero secolare, la sua antologia ebbe molto successo perché "si adattava abbastanza alle necessità dei nuovi ordini mendicanti ... [per a] ... trovare citazioni ... rilevanti a qualunque tema che volessero trattare nei suoi sermoni."  Di fatto, Boyer ha dimostrato che poco dopo che il Manipulus fosse finito un domenicano francese lo usò per comporre dei sermoni che ci sono arrivati. Ciò nonostante, Nighman ha argomentato che, sebbene l'opera fosse usata sicuramente per predicatori, l'intenzione di Tommaso d'Irlanda non era scrivere uno strumento per aiutare alla predicazione, ma uno strumento per aiutare gli studenti universitari, specialmente quelli che avevano l'intenzione di intraprendere la carriera ecclesiastica.
Tommaso d'Irlanda fu anche uno dei pionieri della tecnologia dell'informazione medievale, perché incluse indici alfabetici e riferimenti incrociati. Questo spiega in parte il grande successo che quest'opera ebbe. Il Manipulus florum sopravvive in cento novanta manoscritti, e fu stampato per la prima volta nel 1483. Fu stampato ventisei volte durante il secolo XVI, e undici volte durante il corso del secolo XVII. Perfino nel XIX secolo si pubblicarono edizioni in Vienna e Torino.

### Altre opere
Tommaso fu anche l'autore d'altri tre opere: 
1. De tribus punctis religionis Christiane (Sui tre principali punti della religione cristiana), intorno ai doveri del clero secolare.
2. De tribus hierarchiis (Sulle tre gerarchie), che sviluppa idee di gerarchia espresse al finale de De tribus punctis.
3. De tribus sensibus sacre scripture (Sui tre sensi della Sacra Scrittura), intorno ai quattro sensi della Bibbia.

Le due ultime opere sopravvivono in 3 ed 8 manoscritti rispettivamente.